# Beauty Inside (film)
Beauty Inside (뷰티 인사이드?, 뷰티 인사이드?, Byuti insaideuLR, Pyut'i insaitŭMR; lett. "La bellezza interiore"), noto anche come The Beauty Inside, è un film del 2015, diretto da Baek Jong-yul. Dall'opera è stato liberamente tratto nel 2018 un drama, anch'esso intitolato Beauty Inside.

## Trama
A partire dal suo diciottesimo compleanno, Woo-jin si ritrova in una complicata situazione: ogni giorno si sveglia infatti nel corpo di un'altra persona; la madre e alcuni amici lo aiutano comunque a "vivere" normalmente e anche a organizzarsi per il lavoro. In seguito, il giovane conosce Yi-soo e i due si innamorano, tuttavia la loro relazione risulta estremamente difficile, al punto che per non fare più soffrire l'amata Woo-jin decide di scomparire per sempre dalla sua vita. Yi-soo non riesce tuttavia a dimenticare Woo-jin, e dopo averlo ritrovato gli confessa di voler passare il resto della sua vita con lui, qualunque cosa comporti: Woo-jin propone allora a Yi-soo di sposarlo.

## Distribuzione
In Corea del Sud, la pellicola è stata distribuita da Next Entertainment World a partire dal 20 agosto 2015.